# 日本芸術療法学会
日本芸術療法学会（にほんげいじゅつりょうほうがっかい、英名：The Japanese Society of Psychopathology of Expression and ArtsTherapy）は、芸術療法の諸領域ならびに表現精神病理学における学術研究の進展と専門技術の普及を図ることを目的として1969年に発足した学会である。
主な事業活動は学術講演会の開催、学会誌の発刊などである。

## 機関誌
- 日本芸術療法学会誌（年2回発行）

## 学術奨励賞
- 日本芸術療法学会賞
- 日本芸術療法学会功労賞

## 会員数
- 約1000名